# Л-6
Л-6 «Карбона́рий» — советская дизель-электрическая минно-торпедная подводная лодка времён Второй мировой войны, последний корабль серии II типа «Ленинец».

## История корабля
Лодка была заложена 15 марта 1930 года на Николаевских объединённых государственных заводах им. Андре Марти (Николаев) под заводским номером 201/33. 3 ноября 1932 года спущена на воду. 9 мая 1933 года был подписан приёмный акт, однако в связи с испытаниями на дизелях Л-6 механического наддува системы Бюхи фактически лодка вступила в строй только через два года, в мае 1935-го.
22 июня 1941 года Л-6 встретила, находясь в капитальном ремонте, который был закончен через четыре месяца, 19 октября. 10 января 1942 года, на переходе из Новороссийска в Поти, из-за грубой ошибки в никем не проверенных расчётах неопытного штурмана, Л-6 на полном ходу села на камни в районе мыса Дооб и бухты Рыбацкой. В результате последовавшего расследования, военный трибунал приговорил командира лодки С. П. Буля к 10 годам исправительно-трудовых лагерей, командира штурманской части (БЧ-1) к 8 годам, дивизионного штурмана (который также находился на борту в момент аварии) — к 7 годам лагерей. Отбытие наказания было отсрочено до окончания войны, и вскоре офицеры были восстановлены в своих должностях. Ущерб от аварии составил около 1,5 миллиона рублей, а сам инцидент стал одной из причин выхода приказа командующего флотом Н. Г. Кузнецова № 0511 «О принятии мер по изжитию аварий навигационного характера на кораблях ВМФ» от 14 июня 1942 года.
В период Великой Отечественной войны Л-6 совершила 12 боевых походов (суммарно 177 суток), и 1 транспортный рейс в осаждённый Севастополь (2 суток). В апреле 1944 года в ходе очередного похода субмарина пропала без вести, её судьба и местоположение неизвестны.
Существуют две версии гибели Л-6:
- 16 апреля 1944 года потоплена немецким сторожевиком UJ 115 Rosita (нем. U-Boot-Jäger — охотник за подводными лодками) и гидросамолётом BV 138[5][4],
- 18 апреля 1944 года потоплена немецким сторожевиком UJ 104 и румынской канлодкой «Сублокотенент Гикулеску Ион» (рум. NMS Sublocotenent Ghiculescu Ion) в точке 43°28′ с. ш. 31°32′ в. д.HGЯO[5].

## Боевые результаты
Всего за время войны Л-6 осуществила 4 торпедные атаки с выпуском 11 торпед и 3 минных постановки, в ходе которых было выставлено 60 мин. Потопила торпедами одно судно — 25 ноября 1943 года одна из четырёх выпущенных торпед поразила немецкий трофейный транспорт Wolga-Don (бывший советский сухогруз «Волго-Дон» типа «Эльпидифор»), шедший в небольшом конвое с грузом авиационных боеприпасов. Транспорт остался на плаву, однако затонул через 16 часов, во время буксировки неподалёку от Евпатории.

## Командиры
- май—август 1933 года  Гаджиев, Магомет Имадутдинович, ВРИД
- сентябрь 1934—1935: Домнин, Семён Васильевич
- 1942: С. П. Буль
- апрель 1943 — апрель 1944: капитан 3-го ранга Борис Васильевич Гремяко.